# جونو (مسبار فضائي)
جونو (بالإنجليزية: Juno) هي بعثة تابعة لناسا ضمن برنامج حدود جديدة (بالإنجليزية: New Frontiers program) لاستكشاف المشتري. وقد قدرت تكاليف المهمة بأنها تبلغ حوالي 700 مليون دولار حتى يتم إطلاقه في سنة 2009. لكن أعادت ناسا هيكلة الميزانية ليتم إطلاقة في 5 أغسطس سنة 2011 على متن صاروخ أطلس 5. أُطلق  جونو من قاعدة كيب كانافيرال للقوات الجوية في 5 أغسطس 2011 بالتوقيت العالمي المنسق، كجزء من برنامج الحدود الجديدة، ووصل جونو المشتري في 4 يوليو 2016 ويقوم بأخذ وتسجيل القياسات الملزم إجرائها.
سيوضع المسبار في مدار قطبي حول المشتري ليدرس تركيب الكوكب وحقل الجاذبية والحقل المغناطيسي و الغلاف المغناطيسي في المنطقة القطبية للمشتري، و سيسجل بيانات تفسر تكوين كوكب المشتري ؛ بما في ذلك فيما إذا كان للكوكب نواة صلبة ، ونسبة المياه الموجودة داخل الغلاف الجوي، وكيفية توزيعها داخل كتلة الكوكب. وسوف يدرس رياح المشتري القوية ، والتي يمكن أن تصل إلى سرعة 600 كيلومتر في الساعة.
في 8 يونيو 2021، أرسل مسبار جونو صورًا قريبة لقمر المشتري غانيميد،  أكبر أقمار المجموعة الشمسية، حيث التقط المسبار الصور من مسافة توازي 1000 كم تقريبًا، وهي بذلك أقرب صور تلتقطها مركبة فضائية لغانيميد منذ أكثر من عشرين عامًا.

## التسمية
جاء اسم المركبة تيمنا بزوجة الإله جوبيتر ( المشتري ) جونو التي كانت هي الوحيدة القادرة على مشاهدته خلف الغيوم التي كان يتستر بها عن أنظار الاخرين وفق أساطير الرومان والإغريق.
قام المسباران فوياجر 1 وفوياجر 2 بالمرور عبر المشتري من قبل وتصويره. انطلقا المسباران عام 1977 ووصلاه في أبريل 1979 ، ثم عبراه إلى كوكب نبتون، ثم مواصلة الرحلة لدراسة الغلاف الكروي الشمسي الذي يحد المجموعة الشمسية من الخارج.

## سير البعثة

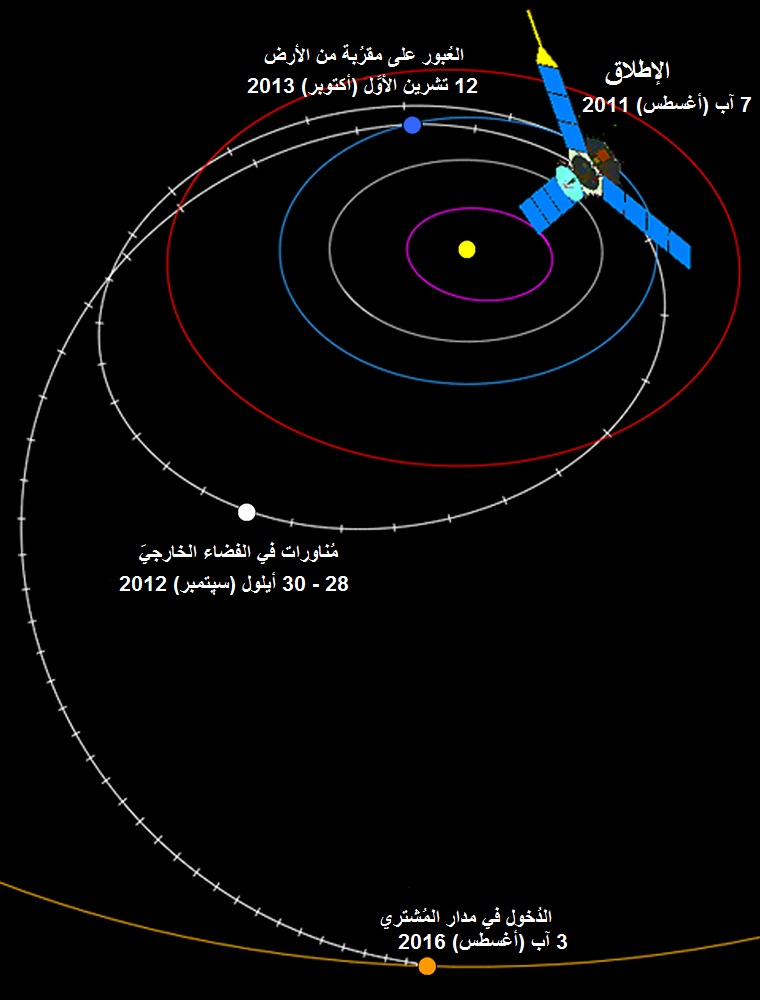
خطة مسار جونو ليصل المشتري بعد خمس سنوات.

أقلع الصاروخ الحامل للمرصد جونو يوم 5 أغسطس 2011 في تمام الساعة 16:25 توقيت عالمي منسق 
على رأس صاروخ أطلس 5 من كيب كانافيرال . سيوضع المرصد في فلك ابتدائي حول الشمس خارج مدار الأرض . ثم تجرى تصحيحات على مسار المرصد سوف تتم في سبتمبر 2012 . وعن طريق ذلك فسوف يقترب المرصد في مسار نحو الأرض التي تقذفه مثل المقلاع بفعل الجاذبية في أكتوبر 2013 ويكتسب بذلك سرعة إضافية تكفي استمرار مساره في اتجاه المشتري.
يبلغ زمن الرحلة بالكامل إلى المشتري 1 و 5 سنوات بحيث يصل المسبار الفضائي جونو إلى المشتري في يوليو 2016 .
وعندما يصله سيتخذ المسبار بما عليه من أجهزة علمية مدارا قطبيا حول المشتري . وسوف تكون أقرب نقطة للمدار إلى المشتري على بعد 5000 كيلومتر منه ، ويكمل دورته حول المشتري في 11 يوم. في ذلك المدار لن يدخل المسبار في خلفية المشتري ولن يختفي في ظلامه ، بذلك تستطيع خلاياه الشمسية إمداده بالتيار الكهربائي. سيحصل جونو  على أكبر طاقة خلال الستة ساعات التي يكون فيها قريبا من المشتري في كل دورة ، حيث تجرى القياسات الرئيسية خلالها .
و ستختتم المهمة في أكتوبر 2017 بعد ان يكمل المسبار ثلاثة و ثلاثين دورة حول المشتري ، ثم يتحطم بالتحكم في الغلاف الجوي للكوكب لمنع ارتطامه بأقماره وتلويثها بميكروبات قد تكون عالقة به من الأرض .

## الأغراض العلمية
سيقوم مرصد الفضاء جونو بإجراء القياسات التالية:
- استكشاف احتمال وجود نواة صلبة في قلب المشتري،
- تقدير نسبة الماء ، و الأمونيا ، و الميثان في جو المشتري ،
- دراسة الحمل وترسيم الرياح في جو المشتري،
- تعيين مصدر المجال المغناطيسي للمشتري ،
- إجراء قياسات على الغلاف المغناطيسي عند قطبيه .

## المدار
خطط أن يكون المدار القطبي للمسبار ممتد إلى درجه كبيره و يأخذ موقعا قريبا من أقطاب الكوكب ( بحدود 4300 كيلومتر ) و في نفس الوقت أبعد حتى من مدار كاليستو . المسار البيضويّ للمسبار جونو حُدِّدَ بحسب مهام البحث التي أُطلِقَ من أجلها، والتي استوجبت اقترابه من الكوكب السيّار إلى أقرب مسافة ممكنة، بالأساس لكي يُجري مسحًا دقيقًا للمجال الثقليّ والمغناطيسيّ للمُشتري. يمرّ المسار عبر قُطبَيّ المُشتري لبضعة أسباب:
- المدار القُطبيّ يُتيح مسحًا شاملًا للمُشتري، لأنه يمرّ على كلّ خطوط العرض للكوكب. بسبب دوران الكوكب حول نفسه، فإن كلّ اقتراب للمسبار جونو إليه سيكون عبر خط طول مختلف، وبهذا يتمكّن في كلّ مرّة من مسح منطقة أخرى.
- المدار البيضويّ والقُطبيّ يُمكّن المسبار من المُرور من الفسحة التي بين المُشتري وحلقات الإشعاع الخطيرة في مجاله المغناطيسيّ وبذلك يتحاشاها.
- المدار لا يمرّ خلف المُشتري، ولذلك يُبقي المسبار مُعَرَّضًا لضوء الشمس وفي مُواجهة الأرض طيلة فترة عمله.
- يُتيح هذا المدار للمسبار جونو أن يبحث بصورة دقيقة قُطبَيّ المُشتري، الأمر الذي يُعمَل عليه حتى اليوم.

```
هذا المدار سيساعد المركبة في تجنب التعرض لفترات طويله بحزام الاشعاعي 

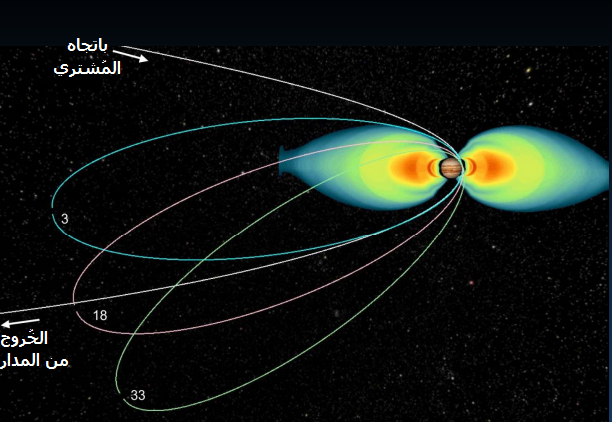
مسار جونو عبر أحزمة المُشتري الإشعاعيَّة.

للمشتري
 الذي يمكن أن يسبب ضررا لإلكترونيات المركبة الفضائية و 
الواحه الشمسية
 . 
قبة الوقاية الإشعاعيه للمسبار جونو 
 مكونة من جدار من التايتانيوم بسمك 1 سنتيمتر ؛ سيعمل الجدار على حماية إلكترونيات جونو من الإشعاع. من المتوقع أن يقطع المسبار على الأقل ثلاثة و ثلاثين دوره حول المدار القطبي ، كل دورة منها تستغرق بين 11 إلى 14 يوما .
```

## الأجهزة العلمية
- M W R : الهدف الرئيسي لهذا الجهاز البحث في أعماق غلاف الجوي للمشتري عن الأطوال الموجية الراديوية في مدى 1,3 سنتيمتر إلى 50 سنتيمتر مستخدما ستة أجهزة من مقايس الإشعاع المنفصلة لقياس الانبعاث الحراري للكوكب .[8]
- J I R A M : جهاز يبحث في الطبقة العليا من الغلاف الجوي للمشتري نزولا حتى ضغط 5 إلى 7 بار عن الإشعاعات تحت الحمراء بطول موجي ما بين 5 إلى 2 цм مستخدما المصور و منظار الطيف .
- M A G : هو عبارة عن مقياس للمغناطيسية و سيحقق الأهداف الثلاثة التالية : أولا تكوين خريطة للحقل المغناطيسي ، ثانيا تقدير الديناميكية الباطنية للمشتري ، تحديد البعد الثالث لتركيب الغلاف المغناطيسي في المنطقة القطبية . يتركب هذا الجهاز من وحدة ( F G M ) : التي سوف تقيس قوه و اتجاه خطوط حقل المغناطيسي، و وحدة ( A S C ) : التي سوف تظبط توجيه مستشعرات مقياس المغناطيسية .
- G S : يكشف عن خواص كتلة المشتري عن طريق استخدام نظام الاتصال الثانوي له لتتبع دوبلر و يتظمن مستلم ترددات X-band و Ka-band في المركبة و هوائي الفضاء السحيق ذات 34 مترا في كولدستون في كاليفورنيا .
- J A D E : هذا الجهاز سيحلل تركيب البلازما ( للشفق القطبي ) عن طريق قياس زاوية و طاقة و توزيع الأجسام المكونة للبلازما في غلاف المغناطيسي المشتري .
- J E D I  : سوف يقيس الطاقة و توزيع أيونات الهيدروجين ، الهيليوم ، الاكسجين ، سولفور و الأيونات الأخرى في غلاف المغناطيسي في المنطقة القطبية للمشتري .
- Waves ; هذا الجهاز سوف يحدد مناطق التيارات شفقيه القطبيه التي تعرف بانبعاثات جوفيان و التي تعمل على تسريع جسيمات الشفق ، القطبي عن طريق قياس الموجات الراديوية و طيف البلازما في منطقة الشفق .
- U V S  : سوف يسجل الأطوال الموجية للفوتونات الاشعة فوق البنفسجية و موقع و وقت وصولها عندما يشق الجهاز منظرا طوليا للمشتري أثناء استدارة المركبة ، حيث سيزودنا بصورة طيفية للإشعاعات الفوق البنفسجية للشفق المتكوّن في الغلاف المغناطيسي للمنطقة القطبية .
- JunoCam : هي عبارة عن كاميرا وتلسكوب للضوء المرئي حيث ستعمل فقط في الدورات التسع الأولى حول المشتري و ذلك لأن إشعاعات حقل المغناطيسي للكوكب ستعطلها .

## الألواح الشمسية
جونو هي المهمة الأولى من نوعه للمشتري التي تستخدم فيها الألواح الشمسية بدلا من المولدات الحرارية بالنظائر المشعة RTGs التي استعملت في بعثات بيونير 10 وبيونير 11، فوياجر الأولى والثانية, و غاليليو , أبعد رحلة تعمل بالطاقة الشمسية في تاريخ استكشاف الفضاء . جونو سيستقبل 4% فقط من ضوء الشمس الذي نتلقاه من الأرض بسبب بعده . ولكن التقدم المحرز في تقنية خلاياه الشمسية و وزيادة كفاءتها بنسبة 50٪ في العقود الماضية جعلها مجديه اقتصاديا و عمليا في استخدامها كمصدر للطاقة في المسافات البعيدة عن الشمس .
مسبار جونو يستخدم ثلاثة ألواح شمسية متماثلة مرتبة حول المركبة الفضائية ، حيث ستنشر بعد فترة وجيزة من تجاوز المسبار للغلاف الجوي . كل لوح من الألواح الشمسية مقسم إلى إلى أربعة قطع أخرى باستثناء إحداهما التي تكون مقسمة إلى ثلاثه فقط حيث مقياس المغناطيسية سيحل محل القطعة الرابعة . يبلغ طول كل لوح شمسي 8,9 متر و 2,7 متر في العرض ليكون جونو بذلك أكبر المسابر التابعة لناسا قد أرسل إلى أعماق الفضاء . تقدر مجموع مساحة الألواح الشمسية 60 متر/ مربع .
إذا عملت الألواح بشكل مثالي في مدار الأرض فإنها ستنتج 12 إلى 14 كيلووات من الطاقة ولكن عند و صول المسبار إلى المشتري ستكون الطاقة المنتجة بحدود 486 وات فقط و كنتيجة تظرر الخلايا الشمسية بإشعاعات المشتري من المتوقع أن تنخفظ إنتاج الطاقة إلى 420 وات .
الطاقة الكهربائية التي ستنتج بواسطة الألواح الشمسية ستتوزع إلى الأجهزة العلمية ، والسخانات و المستشعرات لكي تقوم كل منها بعملها في أخذ لبقياسات وتسجيلها ، بالإضافة إلى أن الطاقة الزائدة ستستخدم لشحن البطاريات ، حيث زود جونو باثنان من بطاريات ليثيوم-أيون 55 أمبير لتزوده بالطاقه الكهربائية أثناء اختفاء الشمس خلف المشتري ، تستطيع هذه البطاريات الصمود في المحيط الإشعاعي للكوكب .

## نظام التواصل
نظام جونو للاتصالات مشابه إلى درجة كبيرة لنيوهورايزونز منها إلى كاسيني-هايجنز ، التواصل يتم بتردد X-band المباشر بين المركبة و الأرض عن طريق هوائيات شبكة الفضاء السحيق ( D S N ) `ذات 70 مترا . كما أن نظام التواصل الثانوي G S يستخدم ترددات X-band و Ka-band ويتتبع تأثير دوبلر . أما معالجة البيانات و الأوامر لمسبار جونو  فتتم بواسطة حاسوب الطيران الذي هو قادر على تزويد ما يقارب 50 ميغابايت/ ثانية من المعلومات الجهاز .

## نظام الدفع
جونو يستخدم لهذا الغرض نظام السيطرة للتفاعل آحادي الاندفاع (R C S ) الذي يتكون من إحدى عشر نفاثة مركبة على أربع وحدات من المحركات الصاروخية . يستخدم الهيدرازين و رباعي أكسيد النيتروجين كوقود ؛ حيث سيتوفر نتيجة الاحتراق الرئيسي للوقود قوة دافعه تصل إلى 645 نيوتن . المحركات الصاروخية مثبتة في جسم المركبة و تستعمل لتوجيه المسبار و أداء مناورات تصحيحية لمساره ووضع الألواح الشمسة وبالتالي اتجاه هوائي الاتصالات لتكون مناسبة لوضع الأرض . صمم نظام الدفع بواسطة AMPAC-ISP في فيسكوت ، بالمملكة المتحدة .

## احتفال جوجل

احتفال جوجل

في 5 يوليو 2016، احَتفلَ مُحرك البحث جوجل بوصول المِسبار جونو لِكوكب المُشتري.

## معرض صور

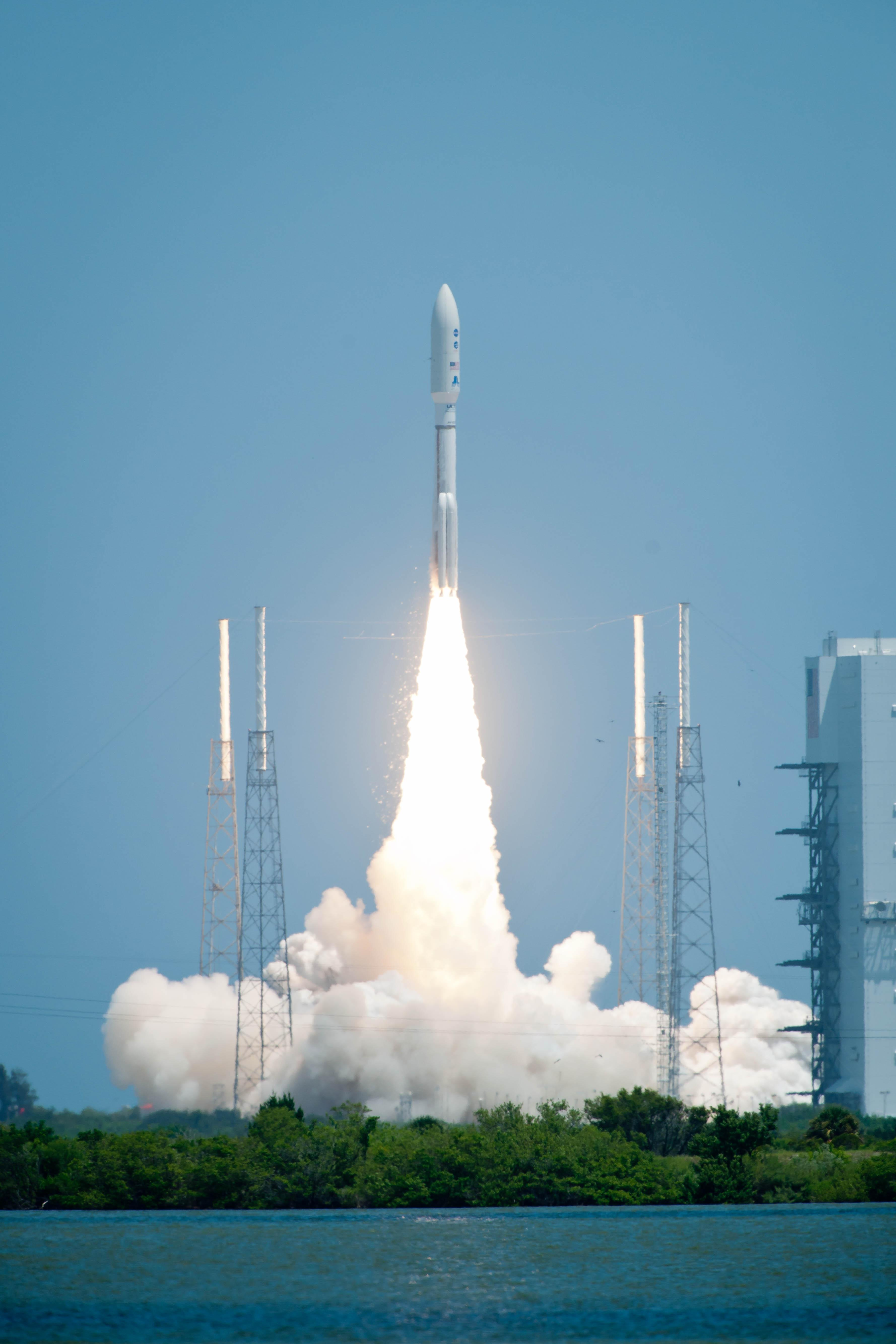
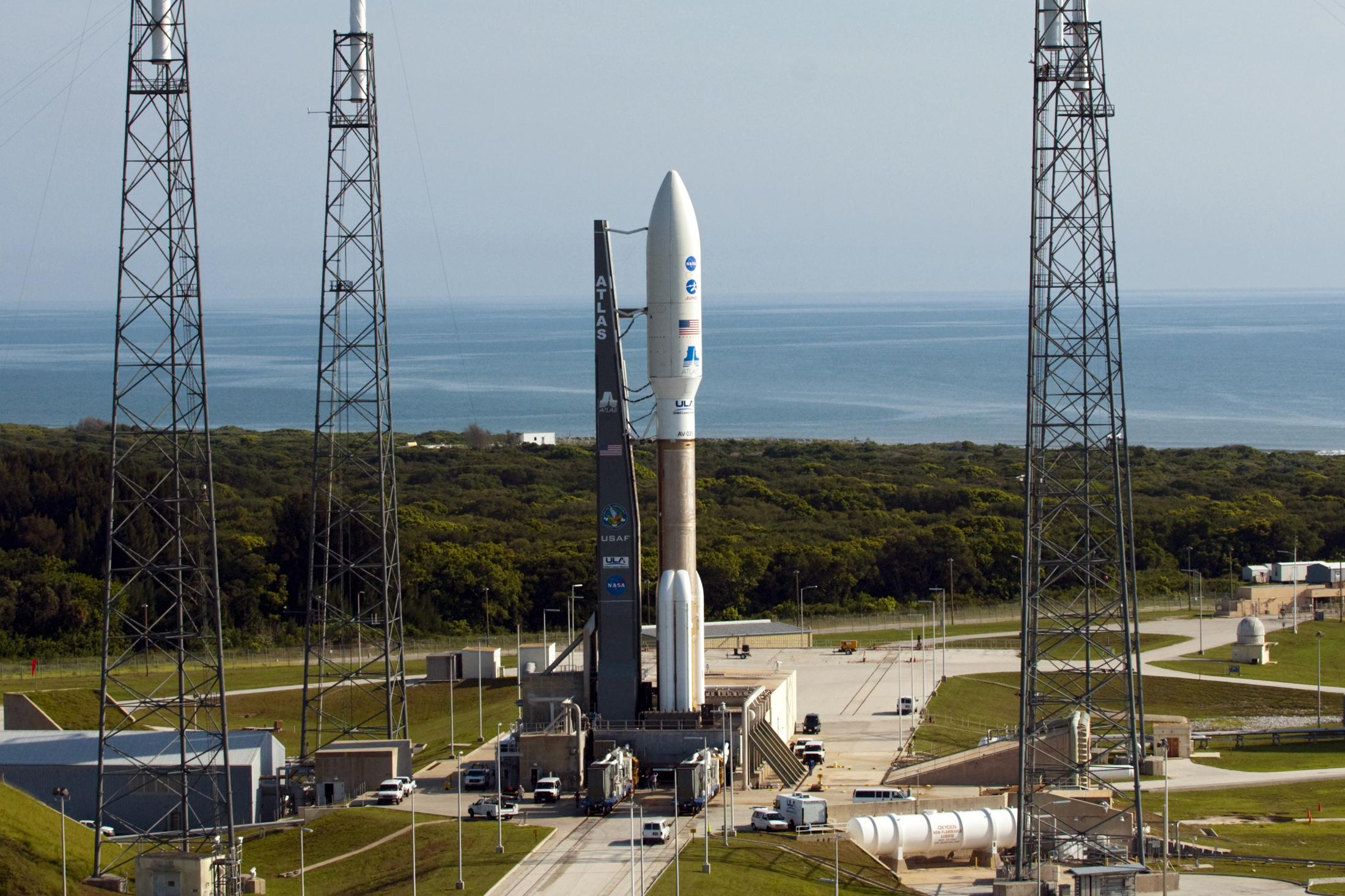

## وصلات خارجية
- NASAs Juno-Seite (englisch)
- Juno auf der Seite des New Frontiers Programmes der NASA نسخة محفوظة 21 أغسطس 2011 على موقع واي باك مشين. (englisch)
- Juno beim Science Missions Directorate der NASA (englisch)
- Juno Mission Overview beim JPL (englisch)
- Presseerklärung des JPL (englisch)
- Juno-Seite bei der University of Wisconsin-Madison (englisch)
- International Astronautical Congress, October 2005: The Juno New Frontiers mission (WebArchive, PDF, englisch)
- Web Archive: The Juno Mission to Jupiter (englisch)
- PDFs über Juno in DSpace beim JPL نسخة محفوظة 9 مايو 2015 على موقع واي باك مشين. (englisch)
- Raumfahrer.net: Juno ist unterwegs zum Jupiter